# Jñāna
Pour un article plus général, voir Jñāna yoga.
Jñāna (sanskrit, devanagari : ज्ञान ; pali : ñāṇa) est, dans l'hindouisme, un mot qui signifie « connaissance, savoir », mais il peut être traduit par « réalisation ». 
Le jñāna est de deux ordres: la connaissance commune et la connaissance de la Réalité ultime, qui diffère selon les systèmes philosophiques et religieux. On retrouve cette notion importante dans les philosophies de l'hindouisme, dans le bouddhisme et dans le jainisme. 

## Vedanta
Dans le vedanta, jnāna est la connaissance du lien qui lie le soi individuel jivātman au Brahman. Celle-ci est souvent dénommée prajna. En ce sens, elle se distingue de vijñāna. Elle peut alors concerner moins le mental ou la réflexion que le cœur. 

## Bouddhisme
Pour le bouddhisme, jñāna au sens de la connaissance est complémentaire de prajna qui elle est l'intuition, mais que l'on traduit aussi par sagesse.